# Neoseiulus simplexus
Neoseiulus simplexus är en spindeldjursart som först beskrevs av Denmark och C. Barry Knisley 1978.  Neoseiulus simplexus ingår i släktet Neoseiulus och familjen Phytoseiidae. Inga underarter finns listade i Catalogue of Life.